# Крета (област Враца)
 За другото българско село вижте Крета (Област Плевен).  
Крѐта е село в Северозападна България, община Мездра, област Враца.

## География
Село Крета се намира на около 15 km югоизточно от областния център Враца и около 2 km юг-югозападно от общинския център Мездра. Разположено е в Мездренската хълмиста област, на около 0,5 km от левия бряг на река Искър. Надморската височина в центъра на селото е около 243 m и нараства на запад и северозапад. Климатът е умереноконтинентален, с топло лято, студена зима, хладни пролет и есен. 
Общински асфалтиран път на север свързва село Крета с Мездра, а черен път на югозапад води към село Ребърково. Крета е спирка „Горна Крета“ на минаващата по югоизточния край на селото железопътна линия София – Горна Оряховица – Варна.
Землището на село Крета граничи със землищата на: град Мездра на север; село Дърманци на изток; село Ребърково на юг и югозапад; село Моравица на северозапад.
Населението на село Крета, наброявало 500 души при преброяването към 1934 г., 285 – към 1985 г. и 200 (по текущата демографска статистика за населението) – към 2020 г.
При преброяването на населението към 1 февруари 2011 г., от обща численост 218 лица, за 185 лица е посочена принадлежност към „българска“ етническа група, за 24 – към „ромска“ и за останалите не е даден отговор.

## Население
Преброяване на населението през 2011 г.
Численост и дял на етническите групи според преброяването на населението през 2011 г.:
|                     | Численост | Дял (в %) |
| Общо                | 218       | 100,00    |
| Българи             | 185       | 84,86     |
| Турци               | 0         | 0,00      |
| Цигани              | 24        | 11,00     |
| Други               | 0         | 0,00      |
| Не се самоопределят | 0         | 0,00      |
| Неотговорили        | 8         | 3,66      |

## Обществени институции
Село Крета към 2022 г. е център на кметство Крета.
В село Крета към 2022 г. има православна църква „Свети архангел Михаил“ (отворена отново през ноември 2020 г. след ремонт).

## Културни и природни забележителности
Църквата в центъра на село Крета е реставрирана основно в края на 1990-те години. Тя има стар иконостас.